# アンセイン 〜狂気の真実〜
『アンセイン 〜狂気の真実〜』（原題: Unsane）は2018年にアメリカ合衆国で公開されたスリラー映画である。監督はスティーヴン・ソダーバーグ、主演はクレア・フォイが務めた。本作は日本国内で劇場公開されなかったが、2018年9月26日にデジタル配信された。

## ストーリー
ソーヤー・ヴァレンティーニは聡明な女性であったが、仕事面で色々苦労させられていた。母親（アンジェラ）の元を離れて一人暮らしするようになってからというもの、ソーヤーはアンジェラと疎遠になってしまった。しかし、転職が功を奏し、ソーヤーは以前のような苦労をしなくても良くなった。ところが、ソーヤーには別の悩みがあった。ここ2年ほど、ソーヤーはストーカーの被害に悩まされていたのである。
ソーヤーは近所の病院に拠点を持つ自助グループの助けを求め、カウンセリングも受けることになった。カウンセラーに「数回自殺を考えたことがある」と打ち明けたばかりに、ソーヤーは精神科に入院させられることとなった。自分の所持品が没収されたことに腹を立てたソーヤーは警察に通報したが、警察は介入を躊躇した。その後、ソーヤーは他の入院患者と激しく口論した。その結果、彼女の入院期間が1日から1週間に延長された。
一方、ソーヤーをストーキングしていたデヴィッドは、彼女が入院している病院に清掃員として採用されるそれを知ったソーヤーは病院の職員に身の危険を訴えたが、その必死の姿が精神の不調によるものと誤解されてしまい、鎮静剤を投与されるに至った。度重なる鎮静剤の投与が原因で、ソーヤーの意識は朦朧とし、暴力性を増していた。鎮静剤が通常よりも多く投与されたのはデヴィッドの工作によるものだったが、医師たちはそれに気がつけなかった。看護師のボールズは過剰投与に気がつけたが、デヴィッドが関与しているとはつゆも思わなかった。
ソーヤーは患者や病院のスタッフたちに怒りを抱いていたが、薬物中毒から立ち直ろうとしているネイト・ホフマンにだけは好感を持つようになった。ホフマンは「この病院と運営法人は保険会社からの金を目当てに正気の人をも入院させている」とソーヤーに語った。ソーヤーはデヴィッドが自らに付きまとうようになった理由をホフマンに語り聞かせた。ソーヤーは病院の終末期病棟でボランティアをしていたことがあり、その中にはアルツハイマー病の患者もいた。その患者の息子こそがデヴィッドであった。父親が亡くなった後、デヴィッドはソーヤーに付きまとうようになったのである。それを聞いたホフマンはソーヤーを励まし、「何があっても正気で居続けなければならない」と言った。
ソーヤーはネイトと取り引きした。ネイトが病院側に無断で持ち込んだ携帯電話を使わせてもらえる代わりに、ソーヤーはネイトの娘を自由にする手伝いをすることになった。警察はこの期に及んでも介入に躊躇した上に、ソーヤーの弁護士が入院の同意書を理由にして彼女の即時退院に難色を示した。結局、ソーヤーに残された道は、退院の日を辛抱強く待ち続けることだけであった。
デヴィッドがソーヤーとネイトの一連のやり取りを盗み聞きしていたために、事態はさらに悪化して行く。

## キャスト
※括弧内は日本語吹替声優。
- クレア・フォイ - ソーヤー・ヴァレンティーニ（渋谷はるか）
- ジョシュア・レナード - デヴィッド・ストライン（清水明彦）
- ジェイ・ファロー - ネイト・ホフマン（古賀明）
- ジュノー・テンプル - ヴァイオレット（嶋村侑）
- エイミー・マランス（英語版） - アシュレイ・ブライターハウス（加藤有生子）
- エイミー・アーヴィング - アンジェラ・ヴァレンティーニ（滝沢ロコ）
- ポリー・マッキー - ボールズ看護師
- マット・デイモン - ファーガソン刑事（内田夕夜）
- その他の日本語吹き替え：小形満／鳳芳野／村松凪／相馬康一／岡井カツノリ／松岡依都美／喜代原まり／堀総士郎／菊池康弘／かぬか光明／坂田明寛／近松孝丞／宮中はるか／藤高智大／堀越知恵

日本語版スタッフ：演出：鍛治谷功、翻訳：井村千瑞、制作：ACクリエイト

## 製作
2017年7月、スティーヴン・ソダーバーグがクレア・フォイとジュノー・テンプルを起用して、本作の撮影を極秘に行っていたとの報道があった。その際、撮影にはiPhone 7と動画撮影用のアプリが使用された。8月、ジェイ・ファローが撮影に参加していたとインタビューで述べた。

## 公開・興行収入
2018年2月21日、本作は第68回ベルリン国際映画祭でプレミア上映された。
本作は『パシフィック・リム: アップライジング』、『パウロ 愛と赦しの物語』、『ミッドナイト・サン 〜タイヨウのうた〜』、『名探偵シャーロック・ノームズ』と同じ週に封切られ、公開初週末に300万ドル前後を稼ぎ出すと予想されていたが、その予想は的中した。2018年3月23日、本作は全米2023館で公開され、公開初週末に376万ドルを稼ぎ出し、週末興行収入ランキング初登場11位となった。

## 評価
本作は批評家から高く評価されている。映画批評集積サイトのRotten Tomatoesには146件のレビューがあり、批評家支持率は78%、平均点は10点満点で6.5点となっている。サイト側による批評家の見解の要約は「『アンセイン 〜狂気の真実〜』はソダーバーグ監督の内に秘められていたB級映画の監督としての才能を開花させた。同作はサイコスリラーの不朽の名作とも言えるレベルに達しており、スリラーというジャンルにハイテクによる捻りを加えた。」となっている。また、Metacriticには44件のレビューがあり、加重平均値は63/100となっている。なお、本作のCinemaScoreはB-となっている。